# Puente de Hakuchō
El Puente de Hakuchō (白鳥大橋 Hakuchō Ō-hashi?) es un puente colgante situado en Muroran, Hokkaidō, Japón. Se inauguró el 17 de abril de 1998 y tiene un vano principal de 720 metros por el que cruza la Route 37.
El paso de peatones, bicicletas y motocicletas está prohibido debido al fuerte viento.